# Пункт назначения 2
«Пункт назначения 2» (англ. Final Destination 2) — фильм ужасов 2003 года режиссёра Дэвида Эллиса. Вторая часть из серии фильмов «Пункт назначения».
Слоган фильма — «Смерть невозможно обмануть дважды….».

## Сюжет
Проходит год после взрыва рейса 180. Кимберли Корман и её друзья отправляются отдохнуть в Дейтона-Бич, Флорида. Пока девушка ожидает переключения светофора, к ней приходит видение: огромный лесовоз потеряет свой груз, в результате чего произойдёт автокатастрофа, в которой погибнут множество людей: «счастливчик» Эван Льюис, вдова Нора Карпентер с пятнадцатилетним сыном Тимом, бизнес-леди Кэтрин «Кэт» Дженнингс, наркоман Рори Питерс, учитель Юджин Дикс и патрульный офицер Томас Берк. Придя в себя, Кимберли понимает, что вот-вот произойдёт катастрофа, но вовремя перекрывает дорогу своим автомобилем, в результате чего много машин не выезжают на автотрассу. Пока Томас пытается выяснить, в чём дело, лесовоз по-настоящему теряет груз брёвен, и происходит автокатастрофа с участием других людей.
Сразу после начала аварии автомобиль Кимберли таранит огромный автовоз, в результате чего все друзья Кимберли погибают. Она же остаётся жива, так как её оттолкнул Берк. Он должен был умереть первым, но из-за случившейся ситуации (смерть пошла в обратном порядке) он должен уйти из жизни последним.
Выигравший в лотерее Эван приходит домой. По неосторожности его перстень падает в раковину, и Эван пытается достать его, но рука застревает в сливном отверстии. В результате нелепого стечения обстоятельств в квартире начинается сильный пожар. Эван, освободившись, пытается потушить огонь из огнетушителя, но безуспешно. Пытаясь спастись, он покидает дом в последний момент, и квартира взрывается. Эван спускается по подвижной лестнице, но она сломана. В конце концов, она всё-таки спускает Эвана вниз. Он думает, что ему повезло, но поскальзывается на макаронах, которые выкинул в окно. Внезапно лестница срывается, вонзается ему в глаз, и Эван гибнет.
Кимберли вспоминает историю о рейсе 180, навещает Клер Риверс (одну из героинь первого фильма), которая легла в психиатрическую больницу, исключив любые возможности несчастного случая. От Клер Кимберли узнаёт, что смерть должна забирать людей в том порядке, в котором они должны были погибнуть в автокатастрофе. Однако смерть начала с конца, тем самым заметая следы. Таким образом, Кимберли и остальные участники аварии могут предугадать последовательность жертв.
Второй на очереди Тим. Кимберли приходит видение, что он гибнет от голубей. Вместе с матерью он едет к стоматологу, и там из-за замыкания в электрической сети он чуть не погибает, усыпленный «веселящим газом». В зале ожидания окно разбивает голубь, его пытаются поймать. Тем временем Тиму в рот падает резиновая игрушка, и он чуть не задыхается, но медсестра достает игрушку из его рта. Выходя к больнице, их встречают полицейский и Кимберли. Тим распугивает стаю голубей, но из-за этого оператор крана, перевозящий куски стекла, теряет над ним контроль, и стекло срывается на Тима, раздавливая его полностью.
Все герои, оставшиеся в живых, собираются в одном месте, где исключают любые возможности умереть. Нора не хочет жить, так как четыре года назад потеряла мужа, а теперь и сына, и уходит, решаясь воспользоваться лифтом. Так же поступает Юджин Дикс. Он упорно не верил словам Клер и Кимберли. Томас на всякий случай даёт ему рацию. Вместе с Юджином и Норой в лифте едет пожилой мужчина, который везёт протезы. Нора принимает вызов Кимберли по телефону, который упал на пол, и, вставая, путается в протезах. Лифт останавливается, и Нора спешит выйти, но двери закрываются, зажимая голову Норы. Кэт и Клер, находящиеся снаружи, пытаются спасти Нору, то же самое пытаются сделать Юджин и мужчина, но лифт едет вверх, и Норе отрывает голову. Юджин выхватывает револьвер Тома и приставляет его к голове, говоря, что «сделает всё сам». Юджин спускает курок, однако оружие не выстреливает 6 раз, несмотря на то, что заряжено. По заявлению Клер, очередь Юджина ещё не подошла.
Гробовщик (который фигурировал в первой части фильма) говорит им, что смерть можно обмануть рождением новой жизни от того, кто был первоначально в списке смерти, это нарушит её планы, и график развалится, остановив цепочку смертей. Все вспоминают беременную Изабеллу Хадсон. Её помещают в камеру временного заключения. Кимберли видит в своих видениях белый фургон, тонущий в озере. Компания слегка успокаивается. Однако у Изабеллы отходят воды, и полицейскому ничего не остаётся, кроме как везти её в больницу. Все оставшиеся в живых едут в участок. По дороге выясняется, что участники автокатастрофы связаны с выжившими пассажирами рейса 180. Если бы автобус не сбил Терри, Кэт Дженнигс бы попала в отель, в котором произошла утечка, и погибла бы. Кимберли смотрела репортаж о Тоде, в это время грабитель попытался угнать машину, убил мать Кимберли и скрылся. Рори, находясь в Париже, мог умереть в театре от взрыва, но наблюдал за смертью Картера. Томас должен был отправиться к месту смерти Билли со своим напарником, но уехал один. Минутой позже напарник Тома погиб в перестрелке. Юджин мог погибнуть из-за ножа ученика в школе, но замещал мисс Льютон.
Вдруг у машины Кэт, где сидели жертвы, взрывается колесо, она становится неуправляемой и чуть не сталкивается с белым фургоном, на котором везут Изабеллу. Она тоже участвовала в катастрофе, и поэтому есть риск её смерти, из-за чего новая жизнь может не появиться. Кэт удаётся избежать лобового столкновения, однако её машину занесло, в водительскую дверь втыкается кусок бревна, но не ранит Кэт, а блокирует движения её ног, из-за чего она не может затормозить. Машину заносит, и она натыкается на острые балки. Чудом все остаются в живых, только у Юджина пробивает лёгкое. Кэт, которая вела машину, ударилась головой об руль, чем ненадолго спасла себе жизнь, так как балка пробила насквозь её сиденье. Она не может выбраться. Остановившийся полицейский хочет оказать помощь, но Изабелла торопит его, в итоге он вызывает спасателей, и они продолжают путь в больницу. Приезжают спасатели и полиция. Также приезжает новостной фургон и чуть не сбивает Брайана, сына фермера, но Рори спасает его. Пожарные пытаются вытащить Кэт из машины; выжившие герои хотят остаться, но Кэт говорит им ехать в больницу. Из-за неосторожного движения одного из спасателей раскрывается подушка безопасности, и натыкает голову Кэт на балку. Смерть Кэт наступила, и из-за этого сигарета, которую она держала, падает на землю. Новостной фургон повредил камнем бензобак, бензин вытек к машине Кэт. Сигарета воспламеняет бензин, новостной фургон взрывается. Взрывом откидывает колючую проволоку, которая летит на Рори, и разрезает его.
Оставшиеся в живых персонажи едут в больницу к Изабелле. В эту же больницу госпитализирован Юджин. У Кимберли случается видение. Она видит врача с биркой, на которой написана фамилия Каларджан. У Изабеллы вскоре рождается мальчик. Клер, Кимберли и Том радуются — проклятие по их мнению остановлено. Но к Кимберли приходит очередное видение — Изабелла не погибала в автокатастрофе на шоссе (будучи не связанной с жертвами рейса 180), затем она видит белый фургон, руки в крови, а фургон тонет. Кимберли пытается предупредить Клер, но не успевает — та находит палату Юджина. В палате Юджина происходит утечка газа, Клер открывает дверь в палату, из-за замыкания происходит взрыв газа, Клер и Юджин гибнут, а Берк снова спасает жизнь Кимберли.
Кимберли понимает, что в машине тонула она. Она угоняет машину скорой помощи и въезжает в озеро. Она переживает клиническую смерть. К счастью, её спасают Берк и доктор Каларджан. Кимберли приходит в чувства. Проклятье остановлено.
Некоторое время спустя Кимберли и Томас гостят у фермеров на пикнике, которые были свидетелями смертей Кэт и Рори, в это время при взрыве мангала смерть забирает Брайана, который остался жив благодаря Рори, это последняя смерть в фильме.
Кимберли Корман и Том Берк остаются живы на момент окончания второго фильма.

## В ролях
| Актёр                  | Роль                            |
| ---------------------- | ------------------------------- |
| Эли Лартер             | Клер Риверс                     |
| Эй Джей Кук            | Кимберли Корман                 |
| Майкл Лэндис           | офицер Томас Берк               |
| Терренс «Т. К.» Карсон | Юджин Дикс                      |
| Джонатан Черри         | наркоман Рори Питерс            |
| Киган Коннор Трейси    | Кэтрин "Кэт" Дженнингс          |
| Линда Бойд             | Нора Карпентер                  |
| Джеймс Кирк            | Тим Карпентер сын Норы          |
| Тони Тодд              | коронер Уильям Бладуорт         |
| Дэвид Петкау           | Эван Льюис                      |
| Жустина Мачадо         | Изабелла Хадсон                 |
| Эндрю Эйрли            | Майкл Корман отец Кимберли      |
| Сара Картер            | Шейна МакКлэнк подруга Кимберли |
| Алехандро Рэй          | Дано Эстевез друг Кимберли      |
| Шон Сайпос             | Фрэнки Уитмен друг Кимберли     |
| Ноэль Фишер            | Брайан сын фермера              |

## Музыка
В фильме звучат песни:
- The Sounds — «Dance with Me»;
- The Sounds — «Rock’n Roll»;
- AC/DC — «Highway to Hell»;
- FT — «Jon F. Hennessy»;
- The Blank Theory — «Middle of Nowhere»;
- Incubus — «Vitamin»;
- (həd)p.e.— «I Got You»;
- Pete Snell — «Rocky Mountain High»;
- Jude Christodal — «Rocky Mountain High»;
- Jude Christodal — «My Name Is Death».